# Munki
Munki — шостий студійний альбом шотландської групи The Jesus and Mary Chain, який був випущений 1 червня 1998 року.

## Композиції
1. I Love Rock 'n' Roll — 2:37
2. Birthday — 3:57
3. Stardust Remedy — 2:26
4. Fizzy — 3:39
5. Mo Tucker — 3:19
6. Perfume — 4:39
7. Virtually Unreal — 3:38
8. Degenerate — 5:29
9. Cracking Up — 4:40
10. Commercial — 7:02
11. Supertramp — 3:37
12. Never Understood — 4:14
13. I Can't Find the Time for Times — 4:17
14. Man on the Moon — 3:41
15. Black — 5:18
16. Dream Lover — 3:05
17. I Hate Rock 'n' Roll — 3:42